# Max Meier
Max Meier (Zúric, 25 de febrer de 1925) va ser un ciclista suís professional del 1947 al 1963. Es va especialitzar en el ciclisme en pista on va aconseguir una medalla al Campionat del Món de Mig Fons.

## Palmarès

### Resultats a la Volta a Espanya
- 1955. 62è de la classificació general